# J.C. Jacobsen

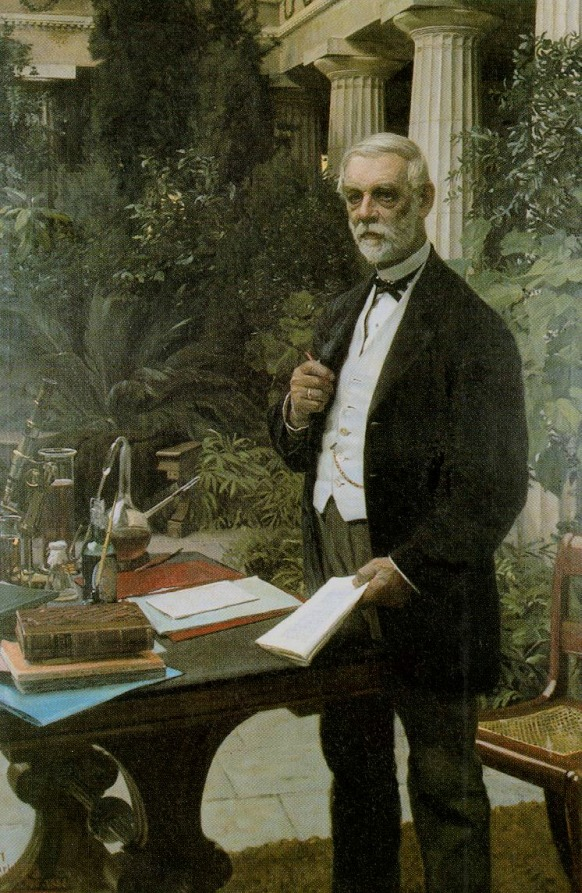
Jacob Christian Jacobsen na obrazie Augusta Jerndorffa, 1886

Jacob Christian Jacobsen (ur. 2 września 1811 w Kopenhadze, zm. 30 kwietnia 1887 w Rzymie) – piwowar i przedsiębiorca duński.
Twórca browaru Carlsberg, który założył w 1847 roku. Znany był ze swojej działalności filantropijnej w dziedzinie sztuki i nauk przyrodniczych. W 1876 założył fundację Carlsbergfondet, której celem było popieranie badań naukowych.